# Bona vi rapta
Per Bona vi rapta (rapina), nel diritto romano si intende un caso aggravato di furto, in quanto commesso mediante violenze sulle persone. La bona vi rapta era fonte di obbligazioni nascenti da atto illecito con il furtum e l'iniuria.
Successivamente il praetor peregrinus Lucullo, nel suo editto, accordò un'apposita azione contro colui che avesse, con la minaccia di un'arma, arrecato danno o sottratto cose altrui; la pena prevista ammontava al quadruplo della pena base, se l'azione era esperita entro l'anno, mentre era pari a quella base, se l'azione veniva esperita dopo tale termine. La giurisprudenza classica estese l'ambito di tale fattispecie, ricomprendendovi anche quelle ipotesi in cui non si facesse ricorso alle armi, ma nelle quali si fosse comunque impiegata violenza. Alla bona vi rapta poi, veniva equiparata l'ipotesi di impossessamento di cosa altrui profittando di una calamità (incendio, naufragio, rovina, ecc.).